# Max Egon zu Hohenlohe-Langenburg

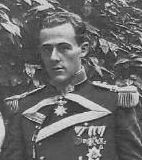
Max Egon Prinz zu Hohenlohe-Langenburg, 1921

Maximilian Egon Maria Erwin Paul Prinz zu Hohenlohe-Langenburg (* 19. November 1897 in Rothenhaus bei Komotau, Böhmen, Österreich-Ungarn; † 13. August 1968 in Marbella, Málaga, Spanien) war ein Angehöriger des Hauses Hohenlohe, der im Vorfeld und während des Zweiten Weltkriegs eine unheilvolle Rolle als Doppelagent spielte und dem es gelang, sich nach seiner Betätigung für die Nazis im faschistischen Spanien sämtlicher Verantwortung zu entziehen.
Er war in der Sudetenkrise 1938 angeblich auf eigene Rechnung vermittelnd tätig, mit dem Ziel, einen Krieg zu verhindern. Allerdings hatte er dabei stets auch ein großes eigennütziges Interesse im Auge, nämlich seinen umfangreichen Gutsbesitz im Sudetenland zu bewahren. Während des Zweiten Weltkrieges versuchte er mehrfach, für Hermann Göring und Heinrich Himmler Friedenskontakte zu knüpfen. Hierbei kamen ihm sein gewandtes Auftreten und seine vielfältigen Kontakte zustatten: Er wurde von Papst Pius XII. empfangen, kannte Adolf Hitler, Winston Churchill, Carl Jacob Burckhardt, Diplomaten, deutsche und britische hohe Beamte und viele andere mehr. Während des Kriegs und auch danach gelang es Hohenlohe, seinen eigentlichen Dienstherrn zu verschleiern. Hohenlohe gehörte dem Sicherheitsdienst des Reichsführers SS (SD) an, einer zentralen Organisation der nationalsozialistischen Vernichtungspolitik.

## Familiärer Hintergrund
Prinz Max Egon entstammte einer im späten 18. Jahrhundert entstandenen katholischen Seitenlinie des Hauses Hohenlohe-Langenburg. Der Sitz der Linie befand sich auf Schloss Rothenhaus bei Komotau in Böhmen. Seine Eltern waren Gottfried, Prinz zu Hohenlohe-Langenburg (1860–1933) und Anna geborene Gräfin von Schönborn-Buchheim (1865–1954). Aus der Ehe seiner Eltern stammten weitere fünf Geschwister, davon eine ältere Schwester, zwei ältere Brüder und zwei jüngere Brüder. Prinz Max Egons Großvater Ludwig Karl Gustav zu Hohenlohe-Langenburg starb 1866 an seiner Verwundung nach der Schlacht bei Königgrätz. Prinz Max Egons Cousin, der Schriftsteller Max Karl zu Hohenlohe-Langenburg, war ein exponierter Kritiker des NS-Regimes.

## Jugend und frühe Jahre

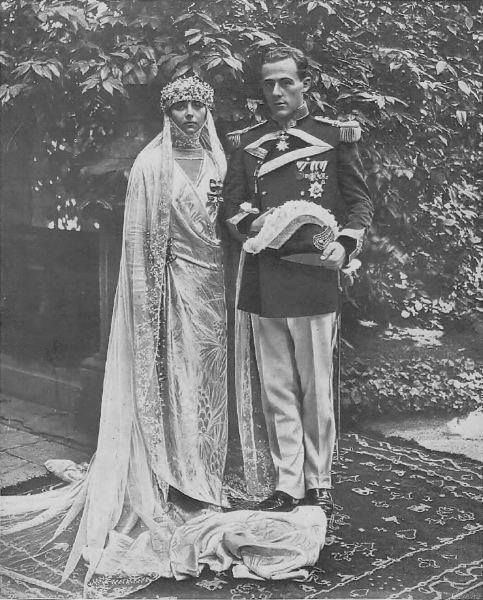
Max Egon und Gattin an ihrem Hochzeitstag, 1921

Seine Kindheit und Jugend war geprägt von der Gesellschaft der Monarchie Österreich-Ungarns, zu deren Elite seine Familie gehörte. Mit seinem Bruder Konstantin besuchte Max Egon das Gymnasium in Komotau. Dort legte er 1916 die Matura ab. Am Ersten Weltkrieg nahm er als Leutnant im Dragonerregiment Nr. 6 der Gemeinsamen Armee teil. Er studierte in Würzburg und Wien Staatswissenschaften und wurde zum Dr. rer. pol. promoviert.
Verheiratet war Max Egon Prinz zu Hohenlohe-Langenburg mit Doña María de la Piedad de Yturbe y Scholtz-Hermensdorff, Marquesa de Belvis de las Navas, der Tochter eines spanisch-baskischen Granden, der als Diplomat in mexikanischen Diensten stand (dessen Vater war mexikanischer Finanzminister gewesen). Max Egon zu Hohenlohes ältester Bruder Ludwig (1892–1945) erbte nach dem Tod seines Vaters 1933 das Gut Rothenhaus im tschechoslowakischen Sudetenland. Das Anwesen war mit 16.000 Hektar vergleichbar groß wie das gesamte Staatsgebiet des Fürstentums Liechtenstein. Dieses Gut konnte Max Egon zu Hohenlohe dank des Vermögens seiner Frau seinem älteren Bruder abkaufen. Über die Eltern seiner Frau kam noch Grundbesitz und großer Reichtum in Spanien und Mexiko dazu. 1922 erwarb er die Staatsbürgerschaft von Liechtenstein, da er nicht Staatsbürger der neu gegründeten ČSR sein wollte, später auch die spanische. Aus seiner Ehe gingen drei Söhne und drei Töchter hervor.

## Vermittlungsversuche zur Abwendung eines Krieges
Hohenlohe hatte zunächst keine Ambitionen auf eine öffentlichkeitswirksame Tätigkeit, setzte sich aber schon vor der Sudetenkrise für eine Gleichstellung der Sudetendeutschen, der deutschsprachigen Bevölkerung in der Tschechoslowakei, ein.

### Vermittlungsversuche in der Sudetenkrise 1938
Er vermittelte ein Gespräch zwischen Konrad Henlein, dem Vorsitzenden der Sudetendeutschen Partei (SdP) und dem tschechoslowakischen Ministerpräsidenten Milan Hodža und nahm selbst auch an diesem teil. Hodža zeigte Verständnis für die Beschwerden Henleins, verwies aber auch auf seinen beschränkten politischen Spielraum. Dennoch wollte er sich für eine „großzügige Lösung“ einsetzen, die dann auch die Kriegsgefahr bannen würde.
Im folgenden Jahr 1938 kam es zur Sudetenkrise, in der Hitler beabsichtigte, die Tschechoslowakei zu zerschlagen und deren tschechischen Teil in das Deutsche Reich einzuverleiben. Für die Öffentlichkeit ging es jedoch lediglich darum, die Diskriminierung der Sudetendeutschen durch Eingliederung des Sudetenlandes in das Deutsche Reich zu beenden.
Die britische Regierung betrachtete diese Krise mit großer Besorgnis. Sie fürchtete, dass diese in einem europäischen Krieg münden würde, für den Großbritannien nicht gerüstet war. Im Juli 1938 besuchte Hohenlohe im Auftrage Henleins Robert Vansittart, bis vor kurzem höchster Beamter des britischen Foreign Office und jetzt Berater des Außenministers. Er legte Hitlers geheime Pläne offen, die zu einem Weltkrieg noch vor dem September führen konnten. Er schilderte Henleins Sorgen. Dessen Ziel war eine Volksabstimmung. Die würde zwar zu einem Anschluss an das Deutsche Reich führen. Dennoch hoffte er, seine unabhängige Stellung bewahren zu können.
Von sich aus schlug Hohenlohe eine britische Vermittlung vor. Genau das plante die britische Regierung bereits. Leiter einer „inoffiziellen“ Delegation wurde Lord Walter Runciman, der eine Verhandlungslösung zwischen der tschechoslowakischen Regierung und den Sudetendeutschen herbeiführen sollte. Bei einem weiteren Besuch einige Tage später begrüßte Hohenlohe dies sehr und überbrachte auch den Wunsch Hodžas, dass massiver britischer Druck die widerstrebenden tschechischen Politiker kompromissbereit machen möge. Sodann erreichte er gemeinsam mit einem britischen Unterhändler, dass auch Henlein die Runciman-Mission wenigstens vier Wochen lang unterstützen wollte. Hohenlohe wusste nicht, dass Henlein mit Hitler vereinbart hatte, Verhandlungen nur zum Schein zuzustimmen.

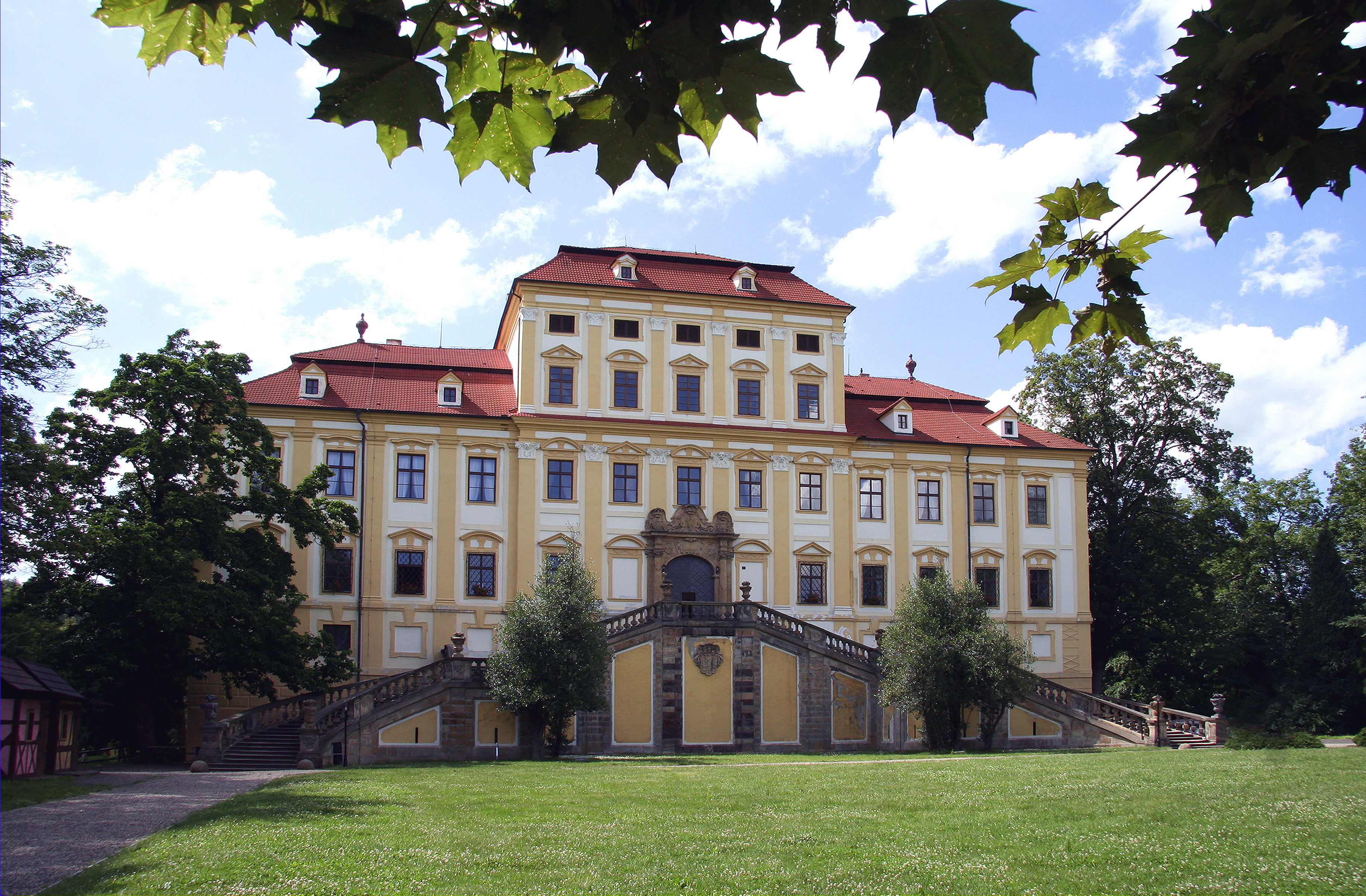
Schloss Rothenhaus, Böhmen

Runciman weilte vom 2. August bis zum 16. September 1938 in der Tschechoslowakei. In dieser Zeit wurde Hohenlohe für Runciman und seine Delegation ein wichtiger Informant und Kontaktmann. Er zeigte auch die Schwierigkeiten einer Vermittlung auf: Ein schwankender Henlein wurde von seiner radikaleren Umgebung gedrängt, auf dem Anschluss zu beharren. Er führte mehrere Treffen zwischen Runciman und Henlein herbei, das erste fand am 18. August in seinem Schloss Rothenhaus statt. Henlein gab sich kompromissbereit.
Angesichts der zunehmenden Spannungen machte am 22. August der tschechoslowakische Präsident Edvard Beneš einen Kompromissvorschlag, der erstmals eine begrenzte regionale Autonomie vorsah. Hodža musste den Inhalt allerdings nachträglich durch Hohenlohe erfahren. Schon zuvor war dieser nach Berlin gereist und hatte den Staatssekretär im Auswärtigen Amt, Ernst von Weizsäcker, über die tschechoslowakische Verhandlungsbereitschaft informiert. Die SdP beharrte jedoch auf ihren ursprünglichen Forderungen.
Am 5. September schließlich legte Beneš einen weiteren Plan vor, der die sudetendeutschen Forderungen fast völlig abdeckte. Hohenlohe war es, der diesen der Parteiführung der SdP überbrachte. Diese konnte nicht ablehnen, war aber skeptisch hinsichtlich der Umsetzung, hatte teilweise auch Hintergedanken. Jetzt schien eine Verhandlungslösung in Sicht. Jedoch brachte The Times am 7. September den Vorschlag, sämtliche mehrheitlich nicht von Tschechen bewohnten Gebiete abzutrennen. Dies war eine private Meinung, wurde aber als Auffassung der britischen Regierung verstanden. Nach – von Deutschland aus inszenierten – Unruhen im Sudetenland und Zusammenstößen mit der Polizei brach Henlein die Verhandlungen ab und forderte nur noch den Anschluss. Auch Hohenlohe sah jetzt diesen als die einzige verbliebene Lösung an. Runciman schloss sich an. Mit dem Münchner Abkommen wurden Hitlers Angriffspläne vorübergehend aufgeschoben.
In dieser Krise zeigte Hohenlohe, wie er – ohne offizielle Funktion – sich mühelos in unterschiedlichsten Kreisen bewegen konnte: beim britischen Foreign Office, bei seinen sudetendeutschen Landsleuten, beim tschechischen Präsidenten und Ministerpräsidenten, beim Staatssekretär in Berlin, bei der britischen Delegation. Stets war er bemüht, Gesprächspartner zusammenzubringen, stockende Verhandlungen wiederzubeleben, immer mit dem Ziel, einen Krieg zu verhindern.

### Versuch zum Erhalt des Friedens im Sommer 1939
Trotz der britisch-französischen Garantieerklärung versicherte Hitler im Sommer 1939, England und Frankreich würden bei einem Überfall gegen Polen nicht eingreifen. Hohenlohe versuchte, diese Illusion zu zerstören. Die Stimmung in England kannte er aus eigener Anschauung und aus Gesprächen mit dem Foreign Office. Bei Hermann Göring fand er offene Ohren, als er ihn am 12. August 1939 in Carinhall mit dem Sohn Lord Runcimans, Leslie, zusammenbrachte. Seine Warnungen gingen auch an Walter Hewel, Verbindungsbeamter des Auswärtigen Amtes zu Hitler. Letzterer freilich war nicht zu beeinflussen.

## Vermittlungsversuche während des Zweiten Weltkriegs

### Versuch, eine weitere Eskalation des Kriegs in Europa zu verhindern
Während die Wehrmacht im September 1939 in wenigen Wochen Polen überrannte (s. Überfall auf Polen), war Hohenlohe bemüht, die Ausweitung der Kämpfe zu verhindern. Bei einem Gespräch mit einem Engländer in Bern, bei dem es sich möglicherweise um Rab Butler handelte, wurde deutlich, dass es mit Hitler keine Verhandlungen geben würde. Göring jedoch erschien akzeptabel. Ähnliche Sondierungen führte Hohenlohe am 25. Oktober 1939 mit dem britischen Group Captain Malcolm C. Christie (1881–1971), einem hervorragenden Deutschland-Kenner, der Berichte sowohl für das Foreign Office als auch für den Geheimdienst erstellte. Weitere Gespräche sollten folgen. Im Dezember traf er sich erstmals mit dem neuen britischen Botschafter in der Schweiz, Sir David Kelly (1891–1959). In diesen und weiteren Kontakten verfolgte Hohenlohe stets die Linie, dass Deutschland sich aus seinen Eroberungen zurückziehen und Hitler entmachtet werden müsse. Auch warnte er die deutsche Seite: Der Krieg würde lange dauern und durch das Eintreten der Vereinigten Staaten aussichtslos werden.

### Versuch eines Beitrags zur Verständigung mit Großbritannien im Sommer 1940
Nach der Besetzung Dänemarks und der Eroberung Norwegens im April 1940 (siehe Unternehmen Weserübung) brachen die Kontakte zunächst ab. Mit dem Westfeldzug im Mai und Juni 1940 änderte sich die militärische Lage dramatisch: Frankreich, Belgien und die Niederlande waren besetzt, England unmittelbar durch eine Invasion bedroht. Hitler erwartete jetzt Englands Friedensangebot. Das blieb aber aus. Am 14. Juli traf sich Hohenlohe im Auftrag Weizsäckers mit Kelly und überbrachte diesem ein Schreiben Hewels mit der Zusage, das britische Empire werde nicht zerstückelt werden. Begierig nahm Kelly dies auf – im Foreign Office aber blieb die Skepsis bestehen. Nach Hitlers Friedensangebot vom 19. Juli und dessen sofortiger Ablehnung durch Churchill war auch dieser Faden abgerissen.

### Konspirative Gespräche zur Entmachtung Hitlers
Im Dezember 1940 wurde Hohenlohe mit einer Bescheinigung der SS ausgestattet, nach welcher er in deren Auftrag in die Schweiz reise. Wer damals sein Gesprächspartner in der SS war, ist unklar, vermutlich war es Reinhard Höhn. Ab 1942 war es jedenfalls Walter Schellenberg und spätestens 1943, eher wohl früher, Heinrich Himmler. Wiederum führte er mehrere Gespräche mit Kelly.
Hohenlohe verfügte auch über Kontakte zu Aga Khan, bei dem er sondierte, ob ein Machtwechsel in Großbritannien und somit im britischen Empire denkbar wäre.
Nach längerer Pause, kam es im Mai 1942 in Madrid zu einem Kontakt mit dem britischen Militärattaché Torr. Hohenlohe deutete an, dass Himmler und seine SS Hitler und Göring würden beseitigen können. Torr hingegen konnte sich den so sehr verhassten Himmler nicht als Verhandlungspartner vorstellen. Hohenlohe lenkte ein: Himmler könne man nach einem Umsturz fallen lassen.
Ein halbes Jahr später, im Dezember 1942, konnte Carl Langbehn im Auftrag Himmlers, einen Kontakt zum amerikanischen Geheimdienst herstellen, dem Office of Strategic Services (OSS) in Bern, geleitet von Allen Dulles. Auch Hohenlohe führte hier mehrere Gespräche zwischen Januar und Dezember 1943. Wiederum trugen Himmlers Unterhändler vor, dass die SS Hitler würde beseitigen können und dann als wichtige Ordnungsmacht verbliebe. Mit den Westmächten sollte ein Separatfrieden abgeschlossen, der Krieg gegen die Sowjetunion aber fortgesetzt werden. Dulles war interessiert: Er selbst hatte die Befürchtung, dass nach einer deutschen Niederlage Europa zu großen Teilen an die Sowjetunion fallen würde. Deshalb sollte Deutschland als Bollwerk gegen den Bolschewismus erhalten bleiben. Die amerikanische Regierung aber verfolgte ein anderes Ziel: die totale Kapitulation.

### Bewertung der ambivalenten Rolle während des Kriegs
Hohenlohe wollte nicht zugeben, dass er als Sprachrohr Görings und ab 1942 Himmlers fungierte. Vielmehr stellte er sich als unabhängiger Vermittler dar. Dass er in Wahrheit ein SD-Agent mit der Nummer 144/7957 war, verheimlichte er. Allen Dulles sah in Hohenlohe einen ernst zu nehmenden Gesprächspartner und bekundete Verständnis für dessen Anliegen. 
Mit seiner Tätigkeit schadete Max Egon zu Hohenlohe-Langenburg seinem vorgeblichen Ziel sogar erheblich, zu einem für das Deutsche Reich günstigen Frieden zu gelangen. Seine falsche Bewertung Görings gegenüber den Briten, dass dieser angeblich eine oppositionelle Bewegung anführen würde, sowie die Übertreibungen, dass es im innersten NS-Machtapperat kritische Stimmen gegenüber Hitler geben solle, hatte zur Folge, dass die britische Seite allmählich zu der Überzeugung gelangte, dass es keinen deutschen Widerstand in ernst zu nehmender Form gäbe. Als dann das Attentat vom 20. Juli 1944 geschah, wurde der versuchte Umsturz von Winston Churchill als „Ausrottungskämpfe unter den Würdenträgern des Dritten Reiches“ herabgewürdigt.
Hohenlohes Bemühungen um einen Frieden mit den Westmächten blieben erfolglos, weil keiner der maßgeblichen Entscheidungsträger beider Seiten zur Beendigung des Kriegs bereit war.

## Nachkriegszeit
Als 1945 das NS-Regime im Chaos der totalen Niederlage kollabierte und in der CSR Beneš wieder an die Macht kam, verlor Hohenlohe all seinen böhmischen Besitz, und somit auch Schloss Rothenhaus, durch entschädigungslose Enteignung gemäß den Beneš-Dekreten. Sein Lebensmittelpunkt verlagerte sich nun nach Spanien, wo er und seine Familie vom Reichtum seiner Frau profitierten. Dass er sich somit im faschistischen Staat Francisco Francos befand, kam seiner Intention entgegen, seine finstere Rolle während der NS-Zeit zu vertuschen. Für seine Tätigkeit im nationalsozialistischen System musste er sich nie verantworten. Seinem ehemaligen engen Mitarbeiter beim SD, Reinhard Spitzy, besorgte er Verstecke in Spanien und verhalf ihm schließlich zur Flucht nach Südamerika. Sodann beförderte er die Entstehung des Jetsets in Marbella. Allgemein bekannt wurden auch seine Söhne Alfonso zu Hohenlohe-Langenburg und Max von Hohenlohe.

## Orden und Ehrungen
- 1922 Ehrenmedaille der Universität Wien[2]
- Ritter des Phönixordens
- Großkreuzritter des Ordens Karls III.[26]
- Ritter des Malteserordens
- Ritter des Georgsordens